# Apogonia lamdongensis
Apogonia lamdongensis är en skalbaggsart som beskrevs av Kobayashi 2010. Apogonia lamdongensis ingår i släktet Apogonia och familjen Melolonthidae. Inga underarter finns listade i Catalogue of Life.